# س. رونالد خان
س. رونالد خان (بالإنجليزية: C. Ronald Kahn)‏ هو أستاذ جامعي أمريكي، ولد في 14 يناير 1944 في لويفيل في الولايات المتحدة.